# Духовской, Михаил Васильевич
Михаил Васильевич Духовской (1849—1903) — русский правовед, ординарный профессор Московского университета, один из крупнейших в Российской империи специалистов по уголовному праву и процессу, зачинатель российской криминологии.

## Биография
Родился в семье коллежского асессора, столоначальника Нижегородской удельной палаты Василия Ивановича Духовского. 
В 1862—1863 годах учился в Нижегородской губернской гимназии, затем — в Нижегородском дворянском институте, который окончил в 1865 году. Сдав экзамены на аттестат при Рязанской гимназии Духовской поступил на юридический факультет Московского университета, который окончил со степенью кандидата в 1870 году. В студенческие годы организовал кружок по изучению уголовного права, в занятиях которого принимали участие С. А. Муромцев, В. Я. Фукс и др. По окончании университетского курса был зачислен стипендиатом Демидовского юридического лицея в Ярославле для подготовки к занятию кафедры уголовного права. С осени 1871 года стажировался в Гейдельбергском и Галльском университетах, где прослушал курсы лекций по уголовному праву. После возвращения в октябре 1872 года в Россию назначен доцентом уголовного права Демидовского лицея.
В 1873 году в Московском университете он защитил магистерскую диссертацию «Понятие клеветы как преступления против чести частных лиц» по специальности уголовное право. 
В 1874 году был арестован по подозрению в причастности к народнической пропаганде и укрывательству, но вскоре был освобождён за недостатком улик; был свидетелем по процессу 193-х (массовое «хождение в народ»). По этому делу было арестовано в 34 губерниях 8 тыс. пропагандистов, причём дознание и следствие тянулось 3,5 года. Хотя Духовской был освобождён и дело о нём было прекращено, но кафедру в Ярославле он вынужден был оставить и переехал в Москву, где он начал работать присяжным поверенным округа московской судебной палаты (с января 1875 года до 1891 года).

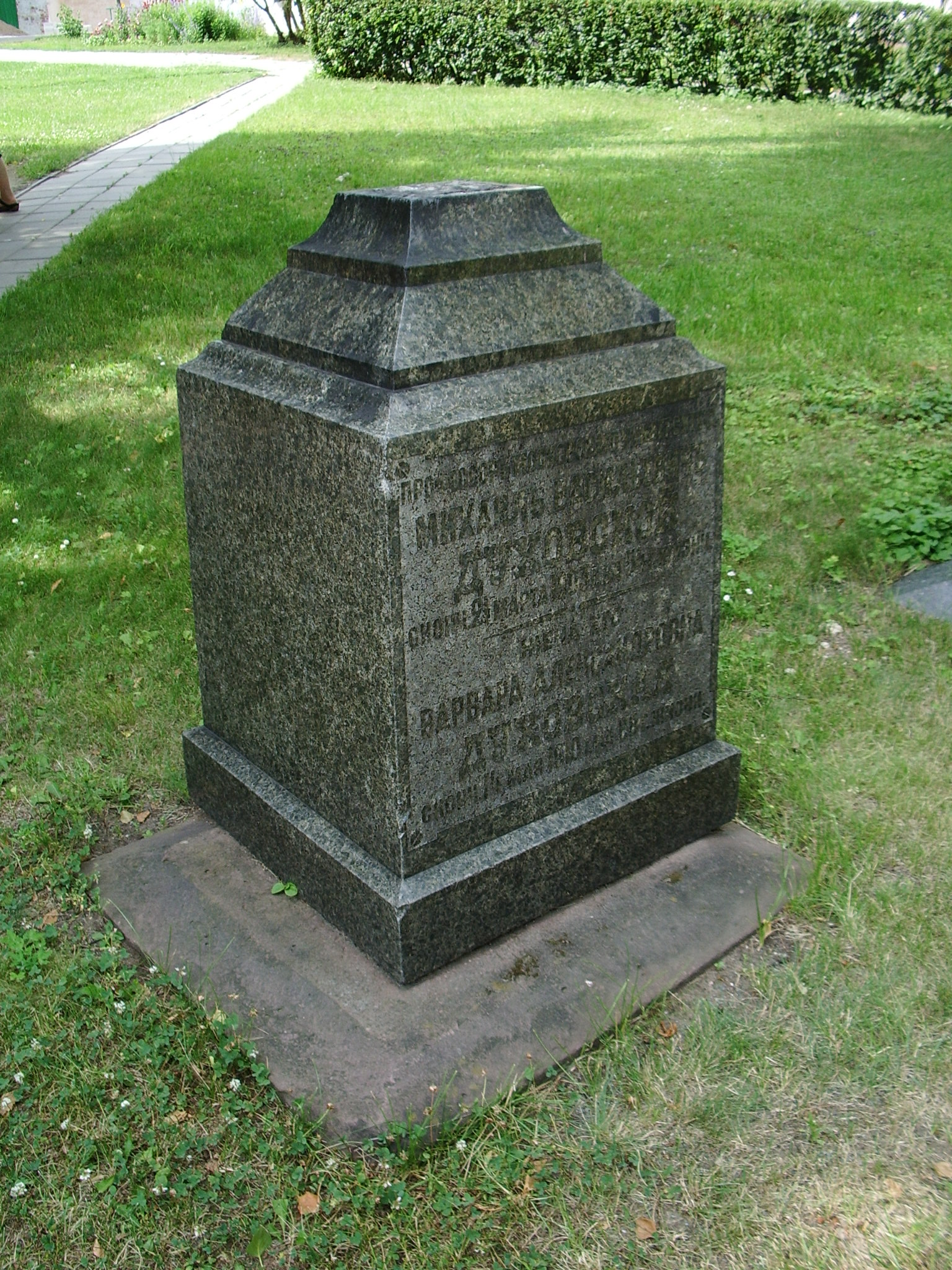
Могила Михаила Духовского в Новодевичьем монастыре

В июле 1885 года зачислен приват-доцентом кафедры уголовного права юридического факультета Московского университета. В 1891 году защитил в Московском университете докторскую диссертацию «Имущественные проступки по решениям волостных судов». Экстраординарный профессор с февраля 1892 года, ординарный профессор с июля 1898 года. С 1896 года читал также лекции по уголовному праву в московском Лицее в память цесаревича Николая.
В течение многих лет был почётным мировым судьёй, уездным и губернским гласным, гласным Московской городской думы. Деятель земского и городского управления. С особым вниманием относился к вопросам школьного воспитания и призрения детей, состоял попечителем Кудринского мужского училища, член Совета городского сиротского приюта братьев Бахрушиных.
В 1902 году был избран председателем профессорского дисциплинарного суда.
Умер 21 марта 1903 года в Москве.

## Деятельность
При вступлении в должность приват-доцента Демидовского лицея в 1873 году, М. В. Духовской в своей вступительной лекции «Задачи науки уголовного права» выступил с критикой традиционного юридико-догматического метода и призвал науку уголовного права «выводить свои определения не из одного абстрактного разума, а из изучения действительной жизни». С этого момента берёт отсчёт формирование и развитие в России социологического направления в уголовном праве, из которого впоследствии выросла новая наука — криминология. Молодой учёный высказал ряд принципиально важных положений, новых и смелых для того времени. Прежде всего это тезисы о том, что преступление представляет собой явление общественной жизни и его причины носят социальный характер, а наука уголовного права является отраслью обществоведения, изучающей преступление как явление социальной жизни. При этом к качестве главной причины большей части преступлений Михаил Васильевич указал на общественный строй, а именно — на «дурное политическое устройство страны, дурной экономический быт, дурное воспитание, дурную нравственность». Не менее важно и то обстоятельство, что в своей лекции Михаил Васильевич отметил значение прикладной функции уголовного права. «Я считаю,-говорил он,- положительно неверным взгляд на уголовное право как на науку изучающую только преступление и налагаемое на него наказание. Уголовное право изучает преступление и указывает государству средства, годные к предупреждению этого явления».
Другим крупным научным достижением Михаила Васильевича стала его докторская диссертация «Имущественные проступки по решениям волостных судов». В этой работе, которая в том же году была опубликована, он всесторонне проанализировал данный правовой институт и попытался выявить уголовно-правовые воззрения крестьянства. При этом автор опирался на обширный фактический материал, включающий в себя материалы, собранные работавшей в начале 1870-х годов Комиссией по преобразованию волостных (силами которой были обобщены отзывы местных жителей и учреждений о деятельности волостных судов и переписаны в подлиннике решения судов в 480 волостях), отчёты об этнографических экспедициях Географического общества, Труды Архангельского статистического комитета). В своей работе он пришёл к выводам, что «крестьянская юстиция» в решениях волостных судов «признаёт имущественные нарушения в тех деяниях, которые считаются таковыми общими уголовными законами» и в целом заслуживает серьёзного внимания со стороны законодателя. Однако в отношении волостных судов к отдельным правонарушениям «существует немало своеобразия», которое идёт вразрез с современными гуманистическими тенденциями в развитии уголовного права. В качестве такого «своеобразия» он, в частности, отмечал приверженность волостных судов к так называемым «осрамительным наказаниям», связанным с унижением человеческого достоинства. В связи с этим он предлагал создать специальный и доступный для крестьян уголовный кодекс для волостных судов (вместо действующих Сельско-судебного устава 1839 года и Закона от 12 июля 1889 года), где дать перечень и градацию возможных наказаний. Данная работа Духовского считается единственной серьёзной попыткой в русской юридической литературе исследовать уголовный быт отечественной деревни на основании изучения приговоров волостных судов.
Отличительной чертой и безусловной заслугой Михаила Васильевича Духовского как учёного и специалиста в области уголовного права было активное использование материалов уголовной статистики в изучении причин преступности. Его попытка соединить догматику уголовного права с социологией дала толчок формированию новой юридической дисциплины — криминологии.
Михаил Васильевич Духовской вёл большую общественную деятельность, состоял почётным мировым судьёй гласным губернского и уездного земств, Городской думы и членом многочисленных благотворительных обществ. Именно при его участии была основана российская группа международного союза криминалистов.

## Основные труды
- Публичная лекция «Задачи науки уголовного права» // Временник Демидовского юридического лицея. Кн. 4. — Ярославль, 1873.
- Понятие клеветы как преступления против чести частных лиц, по русскому праву — Ярославль: Тип. Губ. зем. управы, 1873. — 263 с. (современное переиздание: Москва:URSS, 2015)
- О смертной казни с точки зрения рационального учения о наказаниях. — М., 1879.
- Заметки о главном суде. — М., 1879.
- Имущественные проступки по решениям волостных судов — М.: Тип. М. П. Щепкина, 1891. — 387 с.
- О содействии земства сельскому хозяйству. — М.: т-во скоропеч. А. А. Левенсон, [1893].
- О заочном разбирательстве уголовных дел — М., 1899.
- Об условном освобождении. — М., 1900.
- Распределение исправительных заведений по территории России. — М.: тип. О. Л. Сомовой, 1900.
- Русский уголовный процесс — М.: Тип. А. П. Поплавского, 1910. — 448 с.[3]